# IdeenExpo

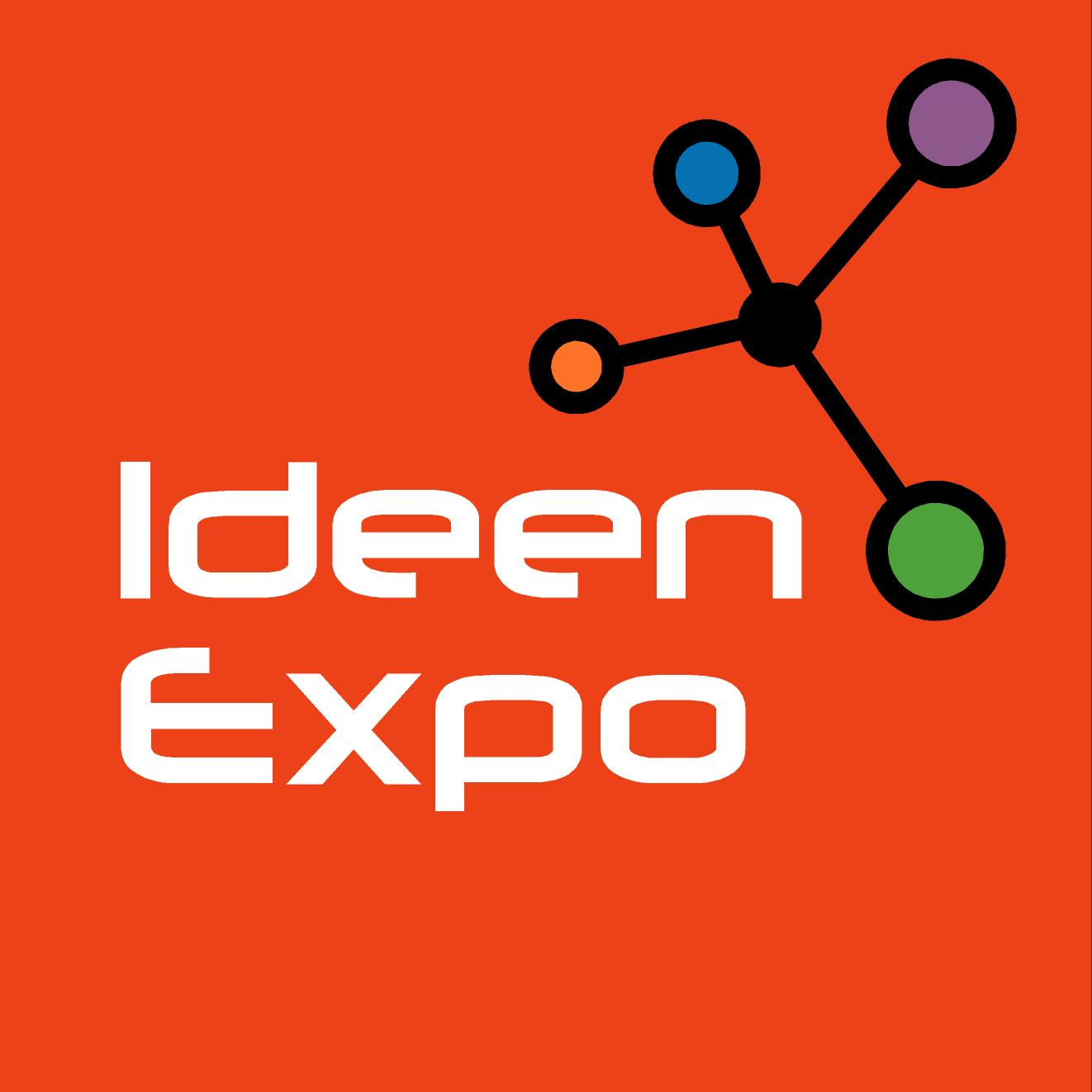
Logo der IdeenExpo

Die IdeenExpo ist eine seit 2007 alle zwei Jahre stattfindende Mitmach- und Erlebnisveranstaltung für Kinder, Jugendliche und junge Erwachsene auf dem Messegelände Hannover. Sie bietet mit verschiedenen Workshops und Exponaten für rund 400.000 Besucher (Stand: 2019) das nach eigenen Angaben „größte Klassenzimmer der Welt“. Seit 2021 findet die IdeenExpo in den Jahren zwischen den Veranstaltungen digital statt.

## Beschreibung

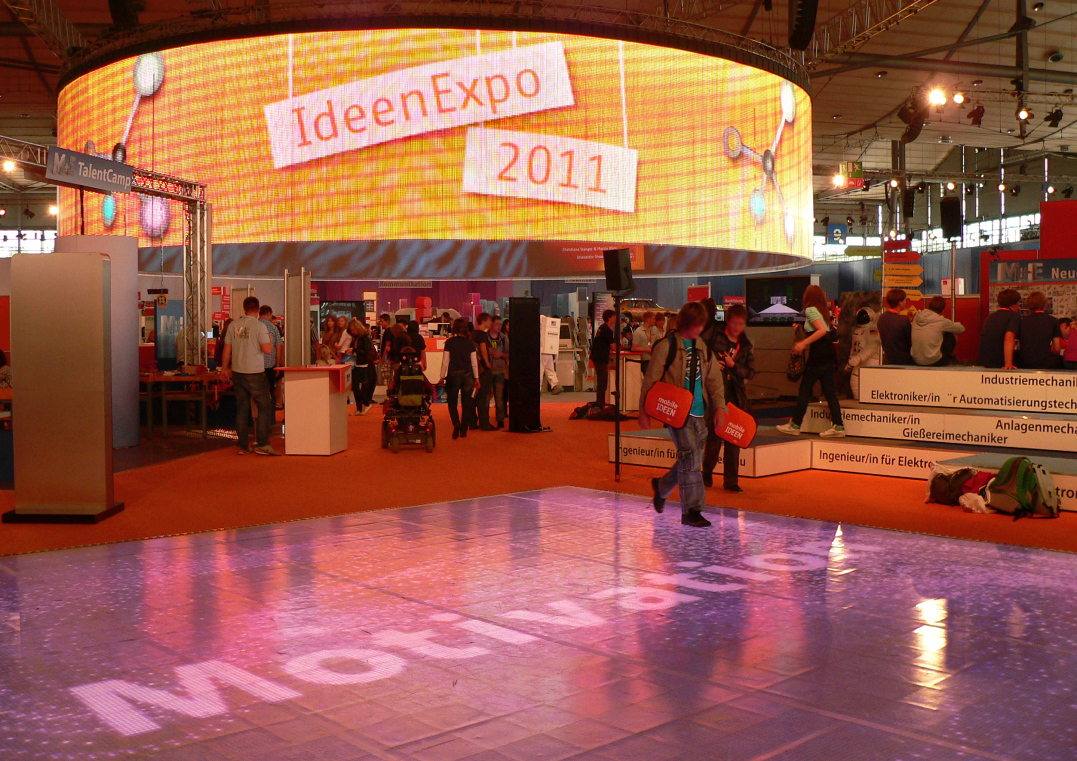
Der Dome „Vision Zukunft“ im Zentrum des Ausstellungspavillons bei der IdeenExpo 2011

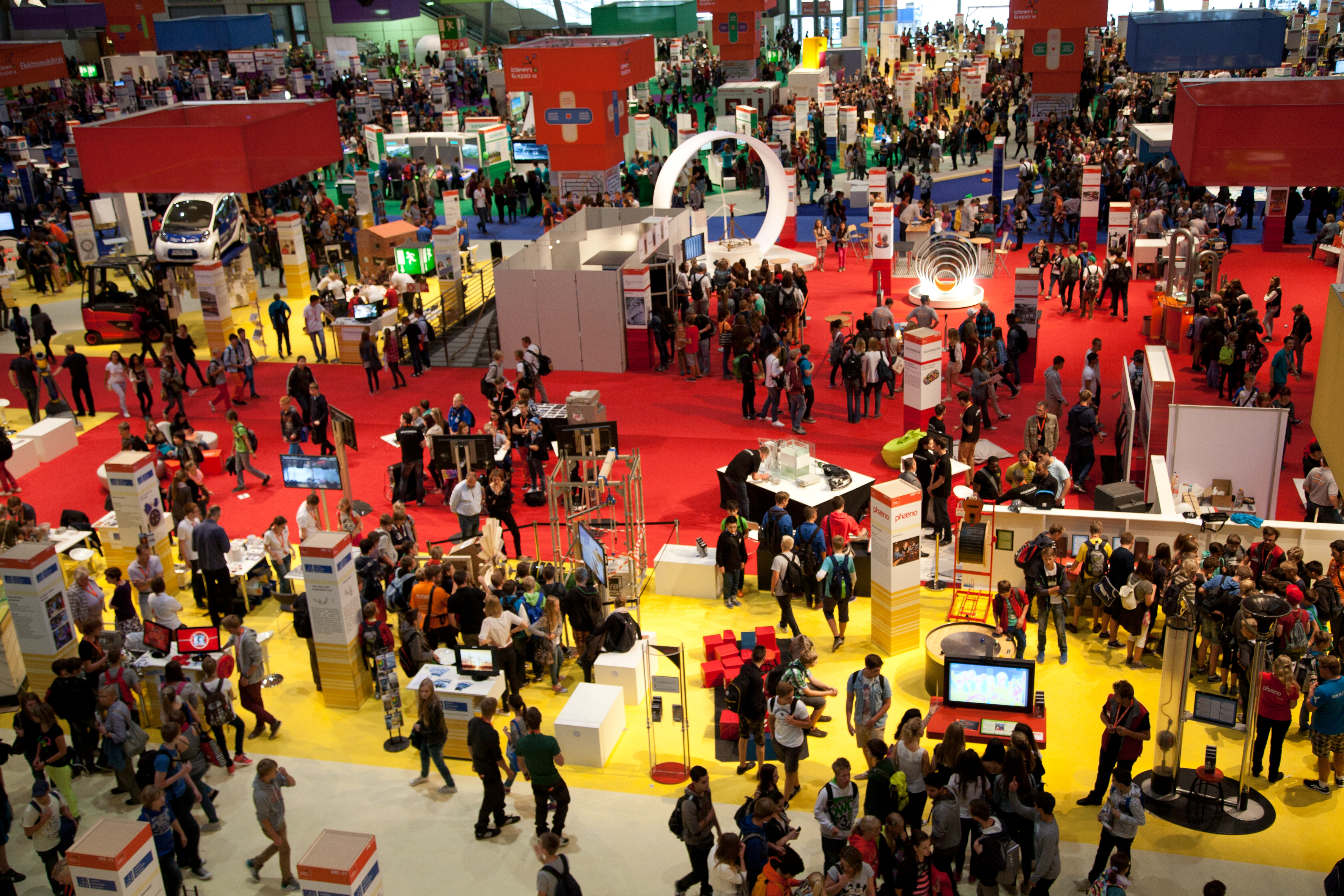
Blick in eine Ausstellungshalle, 2013

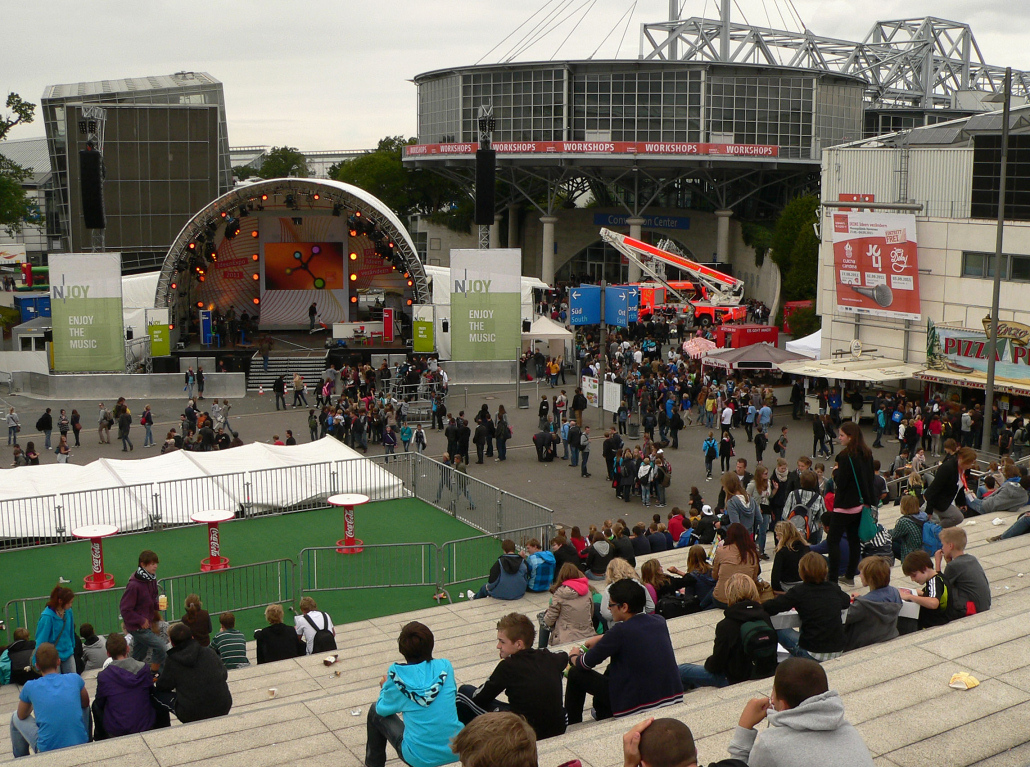
Außengelände mit Show-Bühne 2011

Die eintrittsfreie Veranstaltung IdeenExpo will durch die Präsentation von innovativen Exponaten und Technik zum Ausprobieren junge Menschen für Naturwissenschaften und Technik begeistern. Das Technik-Ereignis wendet sich vor allem an Jugendliche zwischen 10 und 22 Jahren. Die IdeenExpo will bei jungen Menschen ein Bewusstsein dafür schaffen, dass sie durch Mitwirkung und Engagement Einfluss auf die eigene Zukunft nehmen können, nach dem Motto „DEINE Ideen verändern“. An der Veranstaltung beteiligen sich Unternehmen, Forschungseinrichtungen, Hochschulen und Schulen aus Niedersachsen. Ziel der Veranstaltung ist es, dem Mangel an Nachwuchskräften in den entsprechenden Branchen entgegenzuwirken. Finanziert wird die IdeenExpo aus Sponsorenbeiträgen der Wirtschaft und Mitteln des Landes Niedersachsen sowie der Europäischen Union.

## IdeenExpo 2007
Die erste IdeenExpo fand vom 6. bis zum 14. Oktober 2007 in Hannover statt. Sie wurde vom damalige Ministerpräsident Christian Wulff in Anlehnung an den IdeenPark von Thyssen-Krupp initiiert. Zum Aufsichtsrat der IdeenExpo gehörten anfänglich unter anderem Dietrich Kröncke als Hauptgeschäftsführer des Arbeitgeberverbandes NiedersachsenMetall und Rolf Meyer als ausgeschiedener Geschäftsführer von Sennheiser electronic.
Bei der ersten IdeenExpo handelte es sich um eine Technikshow mit 250 Exponaten, Workshops, Experimentalvorträgen, Wissenschaftsshows und Talkrunden. Beteiligt waren 140 Aussteller, darunter Unternehmen, Forschungseinrichtungen, Hochschulen und Schulen. Die Veranstaltung hatte etwa 160.000 Besucher. Sie lieferte Einblicke in die Themenfelder Mobilität, Energie und Produktion, Kommunikation, Leben und Umwelt sowie Stahl. Nach einer Erhebung der Veranstalter hat die IdeenExpo 70 Prozent der Besucher neugieriger auf Technik gemacht. 96 Prozent der Aussteller waren zufrieden mit der Resonanz der IdeenExpo.

## IdeenExpo 2009
Die zweite IdeenExpo wurde vom 5. bis zum 13. September 2009 durchgeführt und wurde von 283.000 Personen besucht. Das Programm 2009 bestand inhaltlich aus vier großen Säulen: Die Exponate waren überwiegend in der Ideen – Halle 9 – zu sehen. Für sehr große Exponate stand die davor liegende IdeenPlaza zur Verfügung. Im Zentrum des Pavillons der Ideen befand sich der Dome „Vision Zukunft“, in dem die Besucher Berufsinformationen erhielten. Zudem war ein Bühnenprogramm zu sehen, in dem unter anderem unterschiedliche Berufsfelder vorgestellt wurden. Im angrenzenden Convention Center fanden Shows und Vorträge sowie Workshops statt. Das Rahmenprogramm umfasste Wissenschaftsshows, Live-Experimenten und ein musikalisches Abendprogramm.

## IdeenExpo 2011
Vom 27. August bis 4. September 2011 wurde die dritte IdeenExpo veranstaltet. An den neun Messetagen kamen rund 310.000 Besucher auf das 80.000 m² große Ausstellungsgelände, was einen bisherigen Besucherrekord darstellte. Die Veranstaltung wurde vom damaligen Bundespräsident Christian Wulff eröffnet; der niedersächsische Ministerpräsident David McAllister kündigte für 2013 eine Fortsetzung der IdeenExpo an.

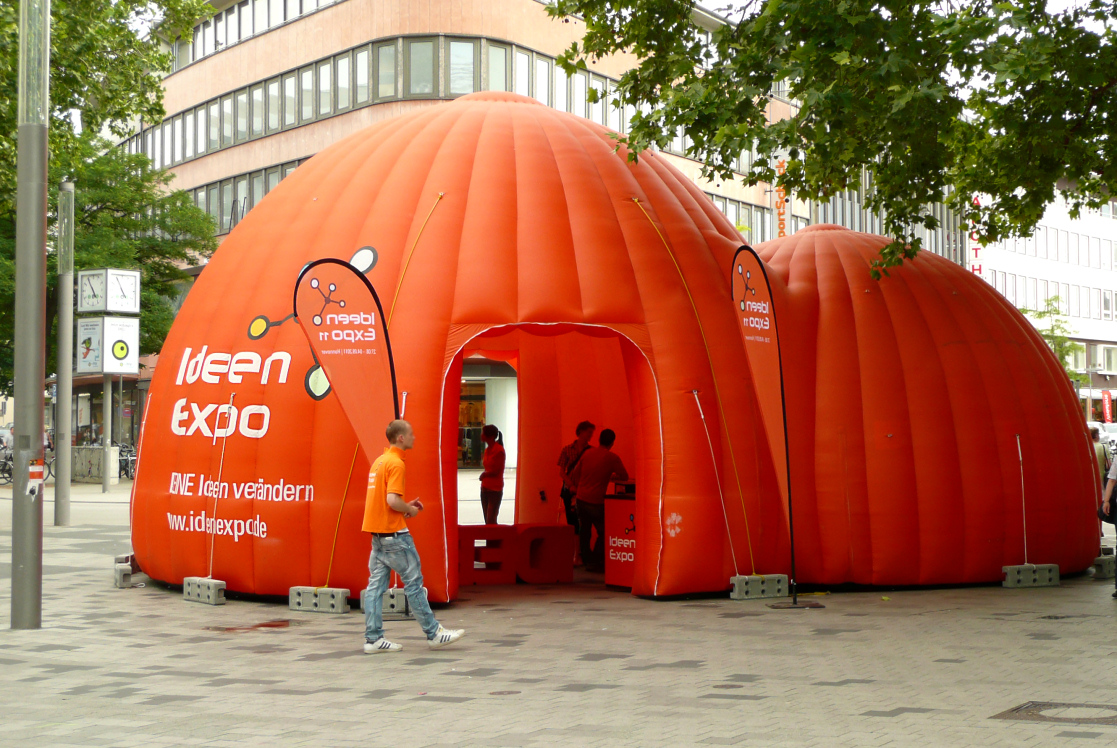
Roadshow-Station im Juni 2011 im Stadtzentrum von Hannover
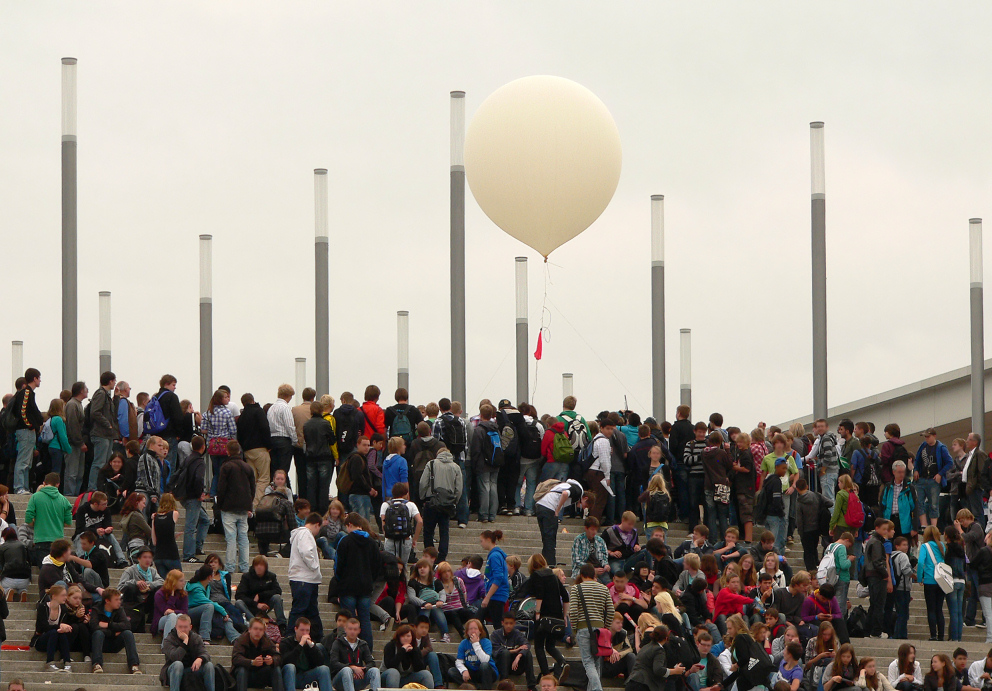
Steigenlassen eines Wetterballons mit Papierfliegern
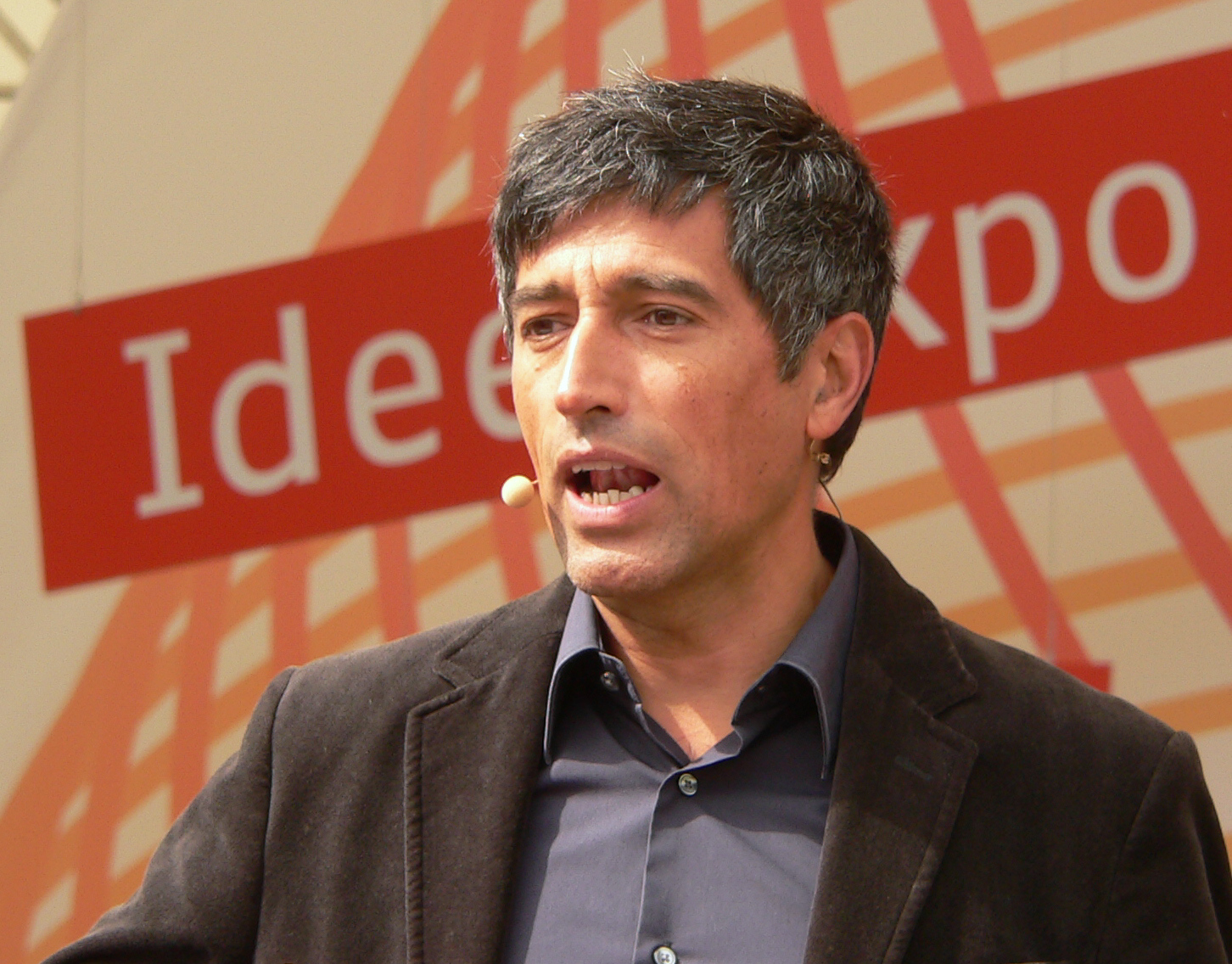
Moderation einer Wissensshow durch Ranga Yogeshwar

## IdeenExpo 2013
Die vierte IdeenExpo fand vom 24. August bis zum 1. September 2013 auf dem Messegelände in Hannover statt.

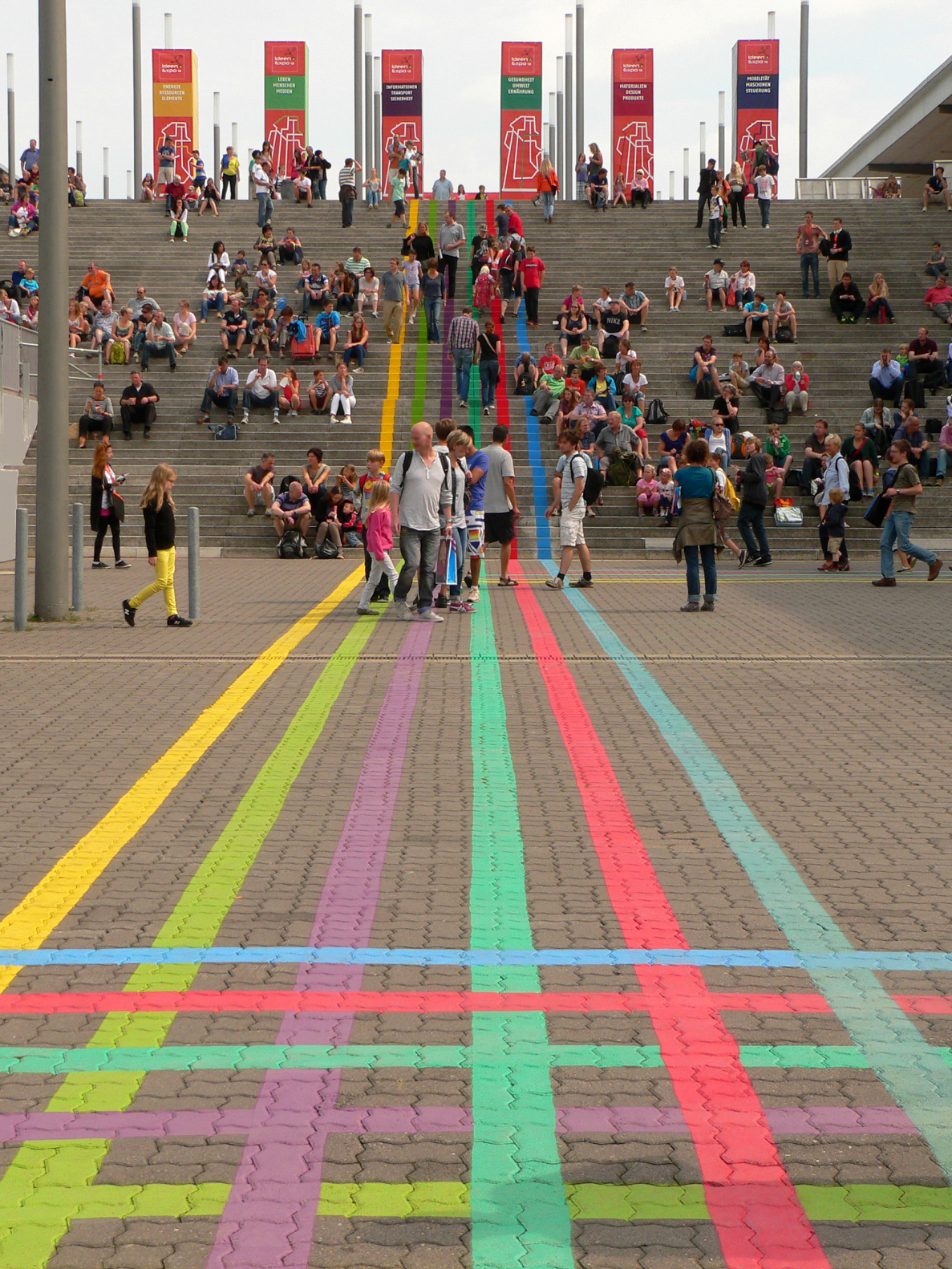
Außengelände der IdeenExpo 2013

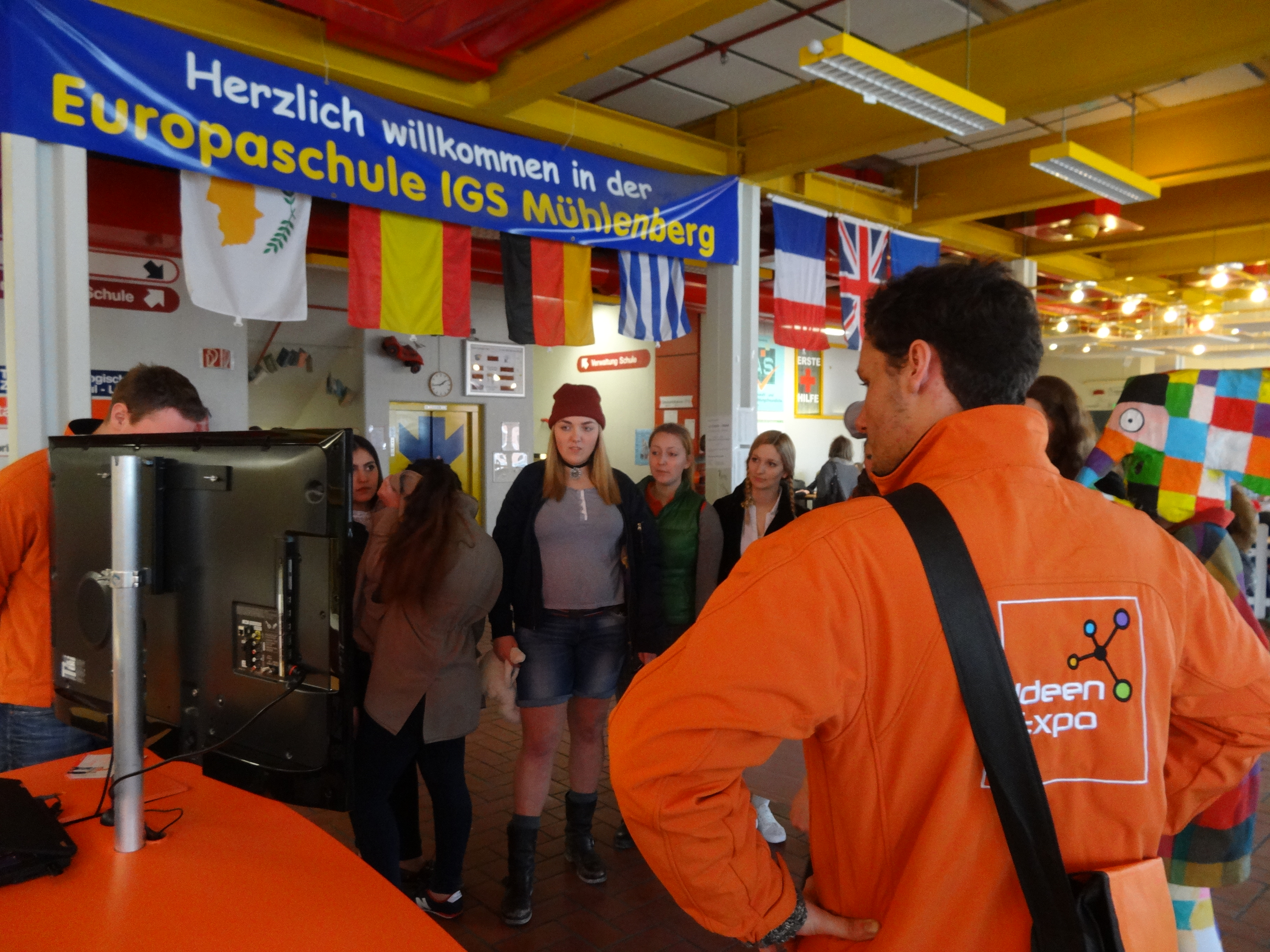
Roadshow 2015

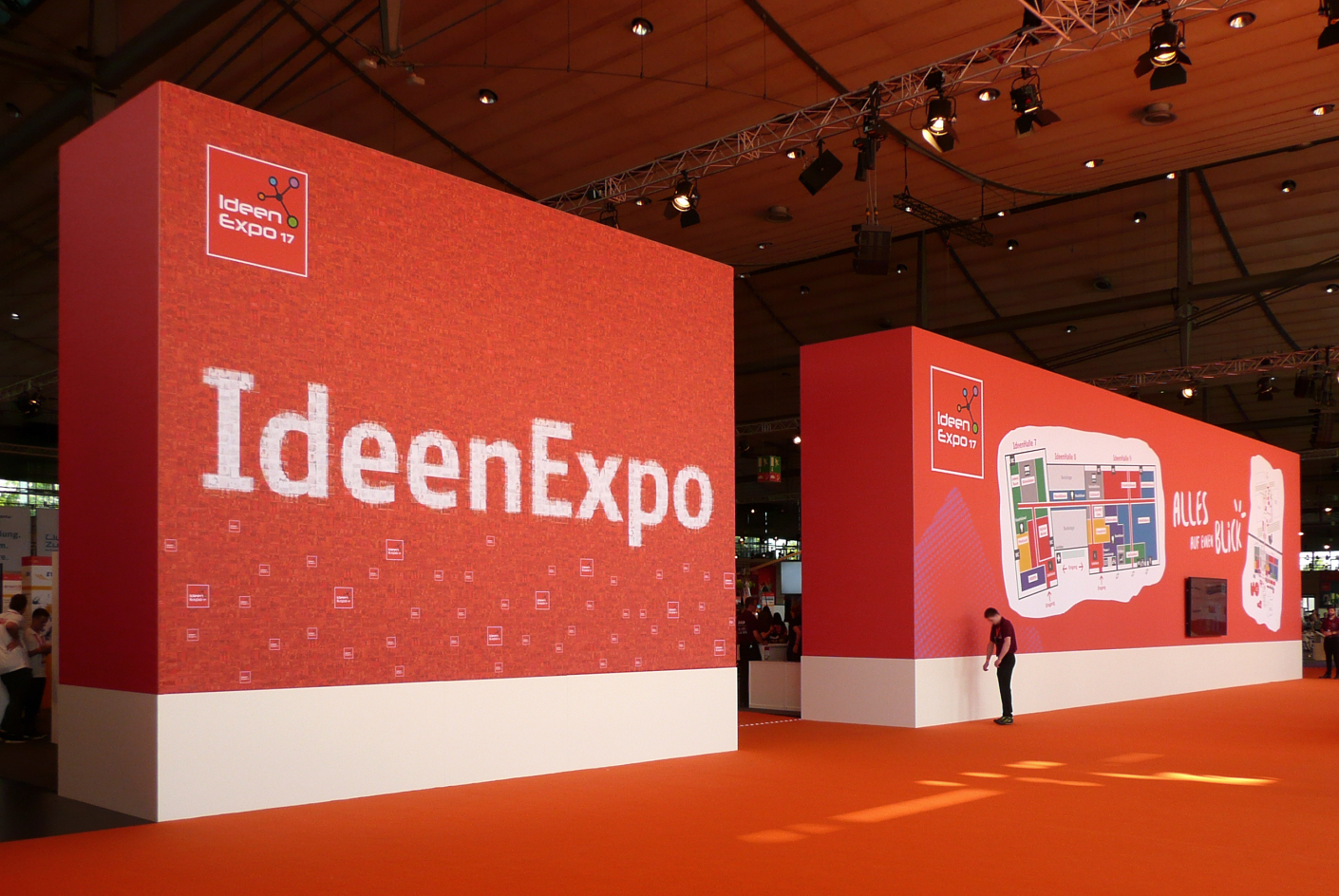
Eingangsbereich, 2017

## IdeenExpo 2015
Die fünfte IdeenExpo fand vom 4. bis zum 12. Juli 2015 unter dem Motto „High Five mit der Zukunft“ auf dem Messegelände in Hannover statt. Das Ausstellungsgelände umfasste erstmals die Hallen 7, 8 und 9, womit 2015 ein Areal von über 100.000 m² zur Verfügung stand. Rund 351.000 Besucher zählte die IdeenExpo 2015.

## IdeenExpo 2017
Die sechste IdeenExpo fand vom 10. bis zum 18. Juni 2017 unter dem Motto „Mach doch einfach!“ auf dem Messegelände in Hannover statt. Es kamen 360.000 Besucher.

## IdeenExpo 2019
Die siebte IdeenExpo fand vom 15. bis zum 23. Juni 2019 erneut unter dem Motto „Mach doch einfach!“ auf dem Messegelände in Hannover statt. Dabei wurde die Ausstellungsfläche durch eine vierte Halle auf 120.00 Quadratmeter vergrößert. Die Ausstellerzahl wurde auf 270 geschätzt. Das Budget belief sich auf 17,5 Millionen Euro, von denen das Land Niedersachsen bis zu 7 Millionen Euro beisteuerte. Aus Anlass des 50. Jahrestages der ersten Mondlandung im Jahr 2019 würdigte die IdeenExpo 2019 dieses Ereignis. Insgesamt besuchten 395.000 Menschen die Ausstellung.

## Digitale IdeenExpo 2021
Die IdeenExpo fand am 15. und 16. Juni 2021 unter dem Motto „Mach doch einfach digital“  statt. Aufgrund der COVID-19-Pandemie
war sie auf zwei Tage verkürzt und wurde online durchgeführt. Seither findet die digitale IdeenExpo zwischen den Jahren mit der IdeenExpo statt.

## IdeenExpo 2022
Die achte IdeenExpo fand vom 2. bis 10. Juli 2022 statt. Gegenüber 2019 mit 395.000 Besuchern hatte sie 425.000 Besucher. Die Ausstellerzahl lag bei 280. Gezeigt wurden 720 Mitmach-Exponate und es gab über 750 Workshops.

## IdeenExpo 2024
Die neunte IdeenExpo fand vom 8. bis 16. Juni 2024 erneut unter dem Motto „Mach doch einfach!“ auf dem Messegelände Hannover statt. In dem Jahr wurde eine zusätzliche Halle für die Veranstaltung genutzt, wodurch insgesamt 110.000 Quadratmeter zur Verfügung stehen. Die Messe mit 310 Ausstellern hatte 430.000 Besucher. Es gab 850 Workshops.